# Andrzej Potocki (zm. 1663)
Andrzej Potocki herbu Pilawa (ur. po 1618, zm. 1663) – wojewoda bracławski w latach 1661–1663, oboźny koronny (dworski) w latach 1655 -1661, wojewoda bracławski od 1662 roku, starosta winnicki w latach 1652–1662, starosta przedborski w latach 1662-1663. 

## Życiorys
Wnuk Andrzeja, kasztelana kamienieckiego.  
Konfederata tyszowiecki. W czasie bitwy pod Warką w roku 1656 był u Czarnieckiego dowódcą pułku jazdy (ok. 500-600 koni). 
Poseł sejmiku halickiego na sejm nadzwyczajny 1654 roku, poseł sejmiku wiszeńskiego na sejm 1658 roku, poseł sejmiku włodzimierskiego województwa bracławskiego na sejm 1661 roku.